# Óengus I
Óengus, fill de Fergus (en picte: Onuist map Urguist; en irlandès antic: Óengus mac Fergusso, Angus mac Fergus), va ser rei dels pictes des del 732 fins a la seva mort, el 761. El seu regnat es pot reconstruir a partir de dades de diferents fonts.
Óengus es va convertir en el rei de la pictes després d'un període de guerra civil a la fi del 720. Durant el seu regnat, el veí Regne de Dál Riata va ser sotmès i el Regne de Strathclyde fou atacat amb menys èxit. Fou el més poderós governant d'Escòcia durant més de dues dècades, i participà en guerres a Irlanda i Anglaterra. Els reis de la família d'Óengus dominaren les terres pictes fins al 839, quan una desastrosa derrota contra el vikings desencadenà un nou període d'inestabilitat que va acabar amb l'arribada al poder de Kenneth I d'Escòcia.

## Fonts i antecedents

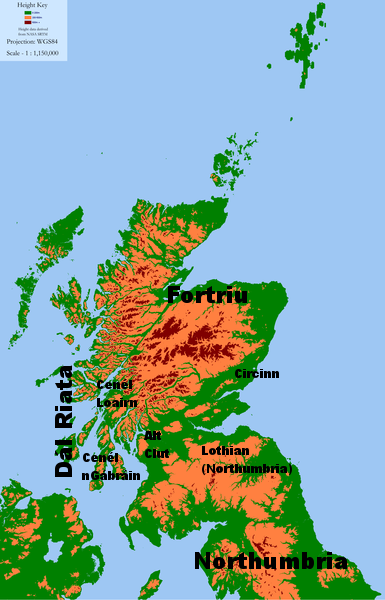
Els principals actors polítics al nord de gran Bretanya al voltant de 740

## Conflicte amb Dál Riata

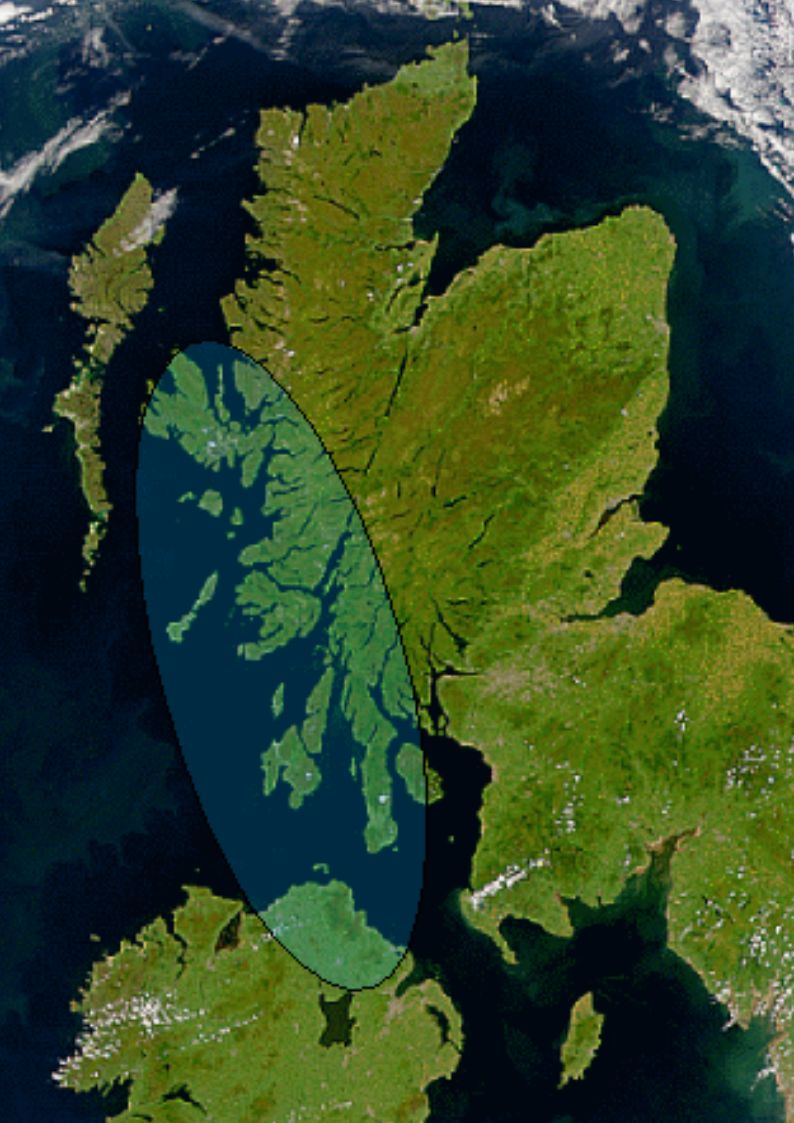
Imatge per satèl·lit de la zona nord de l'illa de la Gran Bretanya i l'illa d'Irlanda, que mostra la superfície aproximada de Dál Riata

## Alt Clut, Northúmbria i Mèrcia

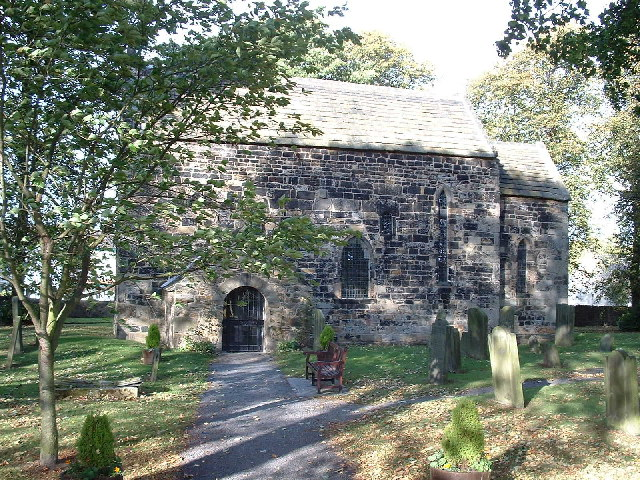
L'església d'Escomb, al comtat de Durham. Les esglésies de pedra foren construïdes per Nechtan, i potser l'església de St Andrews, d'Óengus, pot haver estat similar

## El culte a sant Andreu

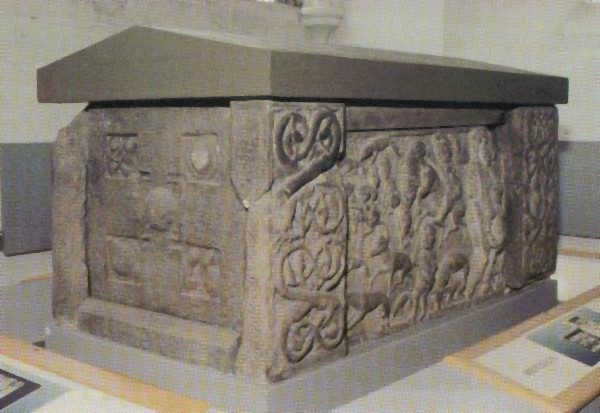
El sarcòfag de St Andrews